# Звёзды и полосы (фильм)
«Звёзды и полосы» (англ. Stars and Bars) — комедийный фильм 1988 года режиссёра Пэта О’Коннора по одноимённому роману — бестеллеру своего друга писателя Уильяма Бойда.

## Сюжет
Британский искусствовед Хендерсон Дорс (Дэниел Дэй-Льюис) путешествует через все Соединённые Штаты Америки на юг для того, чтобы приобрести редкое дорогостоящее полотно Ренуара. Эта задача осложняется тем, что в процессе поиска ему попадаются различные чудаковатые персонажи, а его мировоззрение меняется коренным образом.

## В ролях
| Актёр             | Роль                   |
| ----------------- | ---------------------- |
| Дэниел Дэй-Льюис  | Хендерсон Дорс         |
| Гарри Дин Стэнтон | Лумис Джадж            |
| Кент Бродхерст    | Бен Серено             |
| Мори Чайкин       | Фриборн Джадж          |
| Мэттью Коулз      | Бекман Джадж           |
| Джоан Кьюсак      | Ирен Стайн             |
| Кит Дэвид         | Эжен Тигарден          |
| Спалдинг Грей     | Реверенд Т. Дж. Кардью |
| Гленн Хидли       | Кора Джадж             |
| Лори Меткалф      | Мелисса                |
| Билл Мур          | Эдгар Биби             |
| Дидра О’Коннелл   | Шанда Джадж            |
| Уилл Паттон       | Дуэйн Джадж            |
| Марта Плимптон    | Брайант                |
| Дэвид Стрэтэйрн   | Чарли                  |
| Рокетс Редглэр    | Питер Джинт            |
| Беатрис Уинд      | Альма-Мэй              |

## Критика
Винсет Кэнби из «The New York Times» сказал, что в своём путешествии по Америке, "Хендерсон Дорс — не Токвиль. Он слишком невинен. Критика никогда не проходит через его губы. Он также слишком вежлив и хорошо воспитан, не выражает ничего, кроме решительного, иногда радостного недоумения, в случае нападения параноидального "New Yorker"а, или при хождении по Бродвею не носит ничего, кроме куска картона. Несмотря на все это, г-н Дэй-Льюис остается фигурой истинного комического таланта". Шейла Бенсон из «The Los Angeles Times» заметила, что этот фильм — «одиссея в стиле южной готики». Кинокритики Фредерик и Мэри Энн Брускат отметили, что хоть «комедийные элементы в этом фильме являются напряженными, но они формируют портрет того, как один человек выковывает из себя новую личность, в то время как с ним происходят некоторые ужасные вещи».